# Synagoge (Rozalimas)

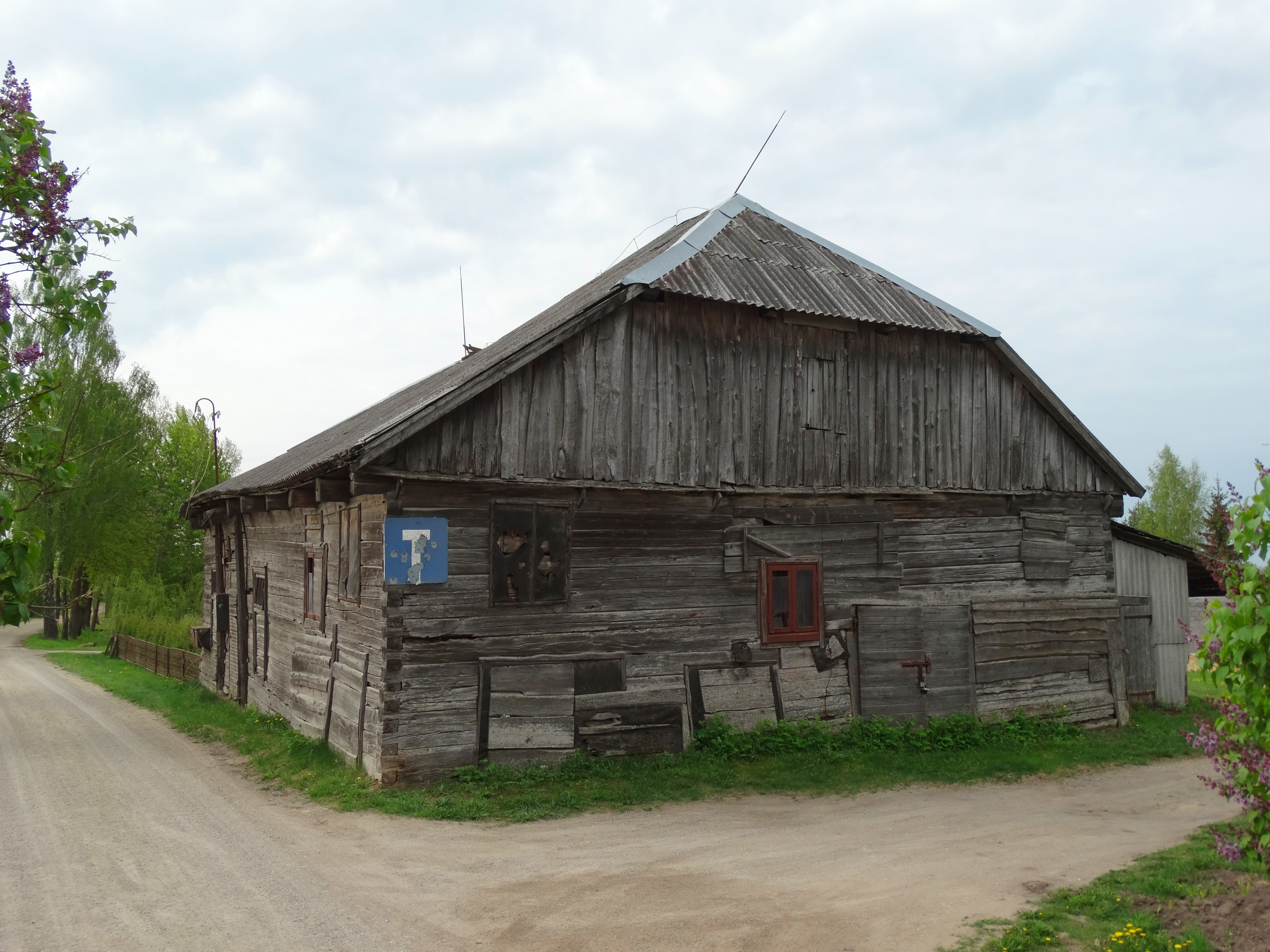
Synagoge 2019

Die Synagoge in Rozalimas, einer Stadt in der Rajongemeinde Pakruojis in Litauen, wurde 1880/81 errichtet. Heute (2021) steht sie leer und ist in einem schlechten Zustand.

## Beschreibung
Das längliche Gebäude aus Holz steht auf einem steinernen Sockel. Die Maße sind 16,19 × 11,62 m bei einer Höhe von 7,78 m. Der Gebetsraum im Südosten ist mit 11,20 × 10,50 m nahezu quadratisch. Ihm sind im Nordwesten weitere Räume vorgelagert, über denen sich der Frauengebetsraum befand. Ursprünglich hatten die Räume für die Frauen und der Hauptraum eine gemeinsame Decke.
Nach dem Zweiten Weltkrieg und der Ermordung der jüdischen Bevölkerung im Holocaust wurde das Gebäude als Warenlager genutzt und im Hauptraum eine zweite Decke eingezogen. Im Südwesten wurde ein mit Asbestplatten gedeckter Anbau angefügt; ebenso wurden Eingänge verändert. Auch wurde auf dieser Seite ein Teil der Holzbalken durch Silikatbacksteine ersetzt.
Das Gebäude ist mit einem Schopfwalmdach bedeckt.
Von Toraschrein und Bima ist nichts mehr erhalten.